# فاطمة شبشوب
فاطمة شبشوب أو شبشوبة (1952-2006) هي كاتبة وممثلة ومخرجة مسرحية مغربية.

## ولادتها
ولدت عام 1952

## النشاطات والأعمال
- كاتبة وممثلة ومخرجة مسرحية، لها في الميدان الدرامي 12 حلقة أخرجت منها 8.
- مديرة شركة تانيت شو للإعلام المتعدد.
- كاتبة سيناريو محترفة للسينما والتلفزيون منذ عام 1991.
- مخرجة تلفزيونية وسينمائية لها شريطان قصيران أنجزتهما حول ظروف المرأة القروية بطلب من اليونسكو (“لا أمي يزة ”1996 و”الرخصة” 2000 )، وشريط متوسط حول كارثة 11 سبتمبر مولته جامعة بنسلفانيا(2002 «من القلب إلى القلب») ومسلسل اجتماعي من 26 حلقة للتلفزة المغربية القناة الأولى (“عند الفورة يبان الحساب” 2003) وشريط سينمائي قصير بعنوان (القابلة) حول صراع الطب العلمي ضد الشعوذة.
- شاعرة زجالة (ديوانين في الزجل “طبيق الورد” و “التهليلة”)
- كاتبة قصة قصيرة (أحرزت قصتها “خيط الجنون” جائزة الامتياز من الجمعية المتوسطية للإبداع النسائي في فرنسا سنة 1998) - مغنية وملحنة لأغانيها

## في المسرح
أسست مجموعتين مسرحيتين في كل من كلية الآداب وكلية الحقوق في جامعة مولاي إسماعيل في مكناس ورابطة مغربية للزجل في سلا. تعد عالمياً واحدة من مؤسسي المجمع العالمي للمسرح الجامعي في مدينة لييج في بلجيكا، وإحدى المستشارات العالميات لمهرجان النساء المسرحيات في بافالو في الولايات المتحدة.
كانت عضواً في اتحاد كتاب المغرب ومعروفة ككاتبة مسرحية وزجالة وكاتبة سيناريو، كانت بصدد إعداد دكتوراة الدولة حول تقنيات الحلقة (الحكواتي) في المغرب وذلك في إطار شعبة ولغات ثقافات الشرق الأدنى في جامعة بنسلفانيا (فيلادلفيا، الولايات المتحدة).

## الوفاة
توفيت الفنانة فاطمة شبشوب غرقاً بشاطئ قرب الرباط، في شهر تموز من عام 2006.